# نتريد البورون
نتريد البورون هو مركب كيميائي من البورون والنتروجين، له الصيغة الكيميائية BN. ينتمي المركب إلى مجموعة النتريدات، ويكون على شكل صلب عديم اللون. 
يوجد شكلان أساسيان من نتريد البورون، وهما الشكل ألفا α-BN، والذي له بنية سداسية، ويرمز له hBN؛ أما الشكل الثاني فهو الشكل بيتا β-BN، والذي له بنية مكعبة، ويرمز له cBN. يعد الشكل المكعب من نتريد البورون من أكثر المواد الاصطناعية من حيث القساوة والصلابة، وذلك بشكل مقارب لصلابة الألماس.

## التحضير
يحضر نتريد البورون السداسي من تفاعل أكسيد البورون B2O3 أو حمض البوريك B(OH)3 مع الأمونياك أو اليوريا في جو من غاز النتروجين:
{\displaystyle \mathrm {B_{2}O_{3}\ +\ 2\ NH_{3}\ {\xrightarrow {900\;^{\circ }C}}\ 2\ BN\ +\ 3\ H_{2}O} }
{\displaystyle \mathrm {B(OH)_{3}\ +\ NH_{3}\ {\xrightarrow {900\;^{\circ }C}}\ BN\ +\ 3\ H_{2}O} }
{\displaystyle \mathrm {B_{2}O_{3}\ +\ CO(NH_{2})_{2}\ {\xrightarrow {>1000\;^{\circ }C}}\ 2\ BN\ +\ CO_{2}\ +\ 2\ H_{2}O} }
يكون نتريد البورون الناتج لابلورياً، وله نقاوة تتراوح بين 92–95%، مع وجود شوائب من أكسيد البورون، والذي يمكن إزالته من الناتج بإجراء عملية تبخير في خطوة ثانية، برفع درجات الحرارة فوق 1500 °س، للحصول على نتريد البورون السداسي النقي.
يمكن الحصول على طبقات رقيقة من نتريد البورون بإجراء عملية ترسيب كيميائي للبخار من ثلاثي كلوريد البورون ومركبات طليعيّة حاوية على النتروحين.
يحصل على نتريد البورون المكعب بتطبيق ضغوط ودرجات حرارة مرتفعة على الشكل السداسي من نتريد البورون.

## الخواص
ففي بنية نتريد البورون المكعبة المشابهة لبنية الألماس، والتي تسمى بورازون، فإن ذرات البورون توجد في بنية جزيئية رباعية السطوح كما في ذرات الكربون في الألماس، ولكن واحدة من كل أربع روابط B-N تكون على شكل رابطة تساهمية تناسقية. يكون للبورازون صلادة مقاربة للألماس، لذلك يستخدم كمادة ساحجة. في نتريد البورون الذي له بنية مشابهة للغرافيت، أو يعرف تحت اسم نتريد البورون سداسي الأضلاع (h-BN)، فإن ذرات البورون المشحون إيجاباً والنتروجين المشحونة سلباً في كل مستوي تتوضع بشكل مقارب إلى الذرات المعاكسة للشحنة في المستوي المقابل. بناء على ذلك، فإن خصائص h-BN والغرافيت مختلفة تماماً.

## الاستخدامات
يستخدم مركب h-BN كمزلق في بعض التطبيقات الخاصة حيث تنزلق المستويات بسهولة، بالمقابل فإن لمركب h-BN ناقلية كهربائية وحرارية ضعيفة على الاتجاه المستوي. يشكل نتريد البورون السداسي طبقات ذرية يمكن أن تزيد من حركية الإلكترون في الأجهزة الحاوية على الغرافين. كما أن نتريد البورون يمكن أن يشكل أنابيب نانوية لها العديد من الخصائص المميزة، مثل المتانة والثباتية الكيميائية والناقلية الحرارية.